# سیارک ۱۶۲۶۸
سیارک ۱۶۲۶۸ (به انگلیسی: 16268 Mcneeley، نامگذاری:2000JD44) شانزده هزار و دویست و شصت و هشتمین سیارک کشف شده‌است که در ۷ مه ۲۰۰۰ کشف شد.
قدر مطلق سیارک برابر ۸.۱ است.